# Silke Mende
Silke Mende (* 1977) ist eine deutsche Historikerin. Sie lehrt seit 2021 als Professorin für Neuere und Neueste Geschichte mit besonderer Berücksichtigung des 19. bis 21. Jahrhunderts an der Universität Münster.

## Leben
Von 1997 bis 2003 studierte sie neuere Geschichte mit Schwerpunkt Zeitgeschichte, mittelalterliche Geschichte sowie Politikwissenschaft in Tübingen und Aix-en-Provence im Rahmen des integrierten Studiengangs TübAix (2003 Magister Artium, Universität Tübingen und Maîtrise d’Histoire, Université de Provence). Von 2005 bis 2017 war sie wissenschaftliche Mitarbeiterin und Akademische Rätin auf Zeit an der Universität Tübingen, wo sie 2009 mit einer Arbeit über die Geschichte der „Gründungsgrünen“ promovierte und im Jahr 2018 mit der Venia Legendi für Neuere und Neueste Geschichte habilitiert wurde. Nach ihrer Zeit in Tübingen war Silke Mende wissenschaftliche Mitarbeiterin am Institut für Zeitgeschichte München – Berlin (2017–2019) sowie stellvertretende Direktorin des Centre Marc Bloch in Berlin (2019–2021). Von November 2020 bis März 2021 war sie zudem Professorin für Geschichte Europas (19.–21. Jahrhundert) am Institut für Geschichtswissenschaften der Humboldt-Universität zu Berlin. Am 1. April 2021 wurde sie auf den Lehrstuhl für Neuere und Neueste Geschichte mit besonderer Berücksichtigung des 19. bis 21. Jahrhunderts an die Universität Münster berufen.

## Forschungsschwerpunkte
Ihre Forschungsschwerpunkte liegen in der deutschen, französischen und europäischen Geschichte vom 19. bis zum 21. Jahrhundert, insbesondere in der Geschichte Deutschlands, Frankreichs und Westeuropas, der Geschichte Frankreichs und des französischen Kolonialreichs im 19. und 20. Jahrhundert, der Sozialen Bewegungen, des Protest und der Entstehung der Grünen, der Geschichte der Francophonie, der Geschichte der Demokratie, des Parlamentarismus und der Europäisierung seit den 1970er Jahren, der Neuen Ideengeschichte und der Gegenwartsnahen Zeitgeschichte.

## Schriften (Auswahl)
- „Nicht rechts, nicht links, sondern vorn“. Eine Geschichte der Gründungsgrünen. München 2011, ISBN 978-3-486-59811-7.
- mit Julia Angster, Eckart Conze und Fernando Esposito (Hg.): Anselm Doering-Manteuffel: Konturen von Ordnung. Ideengeschichtliche Zugänge zum 20. Jahrhundert. Berlin 2019, ISBN 3-11-063008-7.
- Ordnung durch Sprache. Francophonie zwischen Nationalstaat, Imperium und internationaler Politik, 1860–1960. Berlin 2020, ISBN 3-11-065236-6.
- mit Emmanuel Droit und Anne Kwaschik (Hg.): France, Allemagne, Afrique. Représentations, transferts, relations / Frankreich, Deutschland, Afrika. Repräsentationen, Transfers, Beziehungen, Stuttgart 2024, ISBN 978-3-515-13702-7.